# جاده ئی۴۹ اروپا

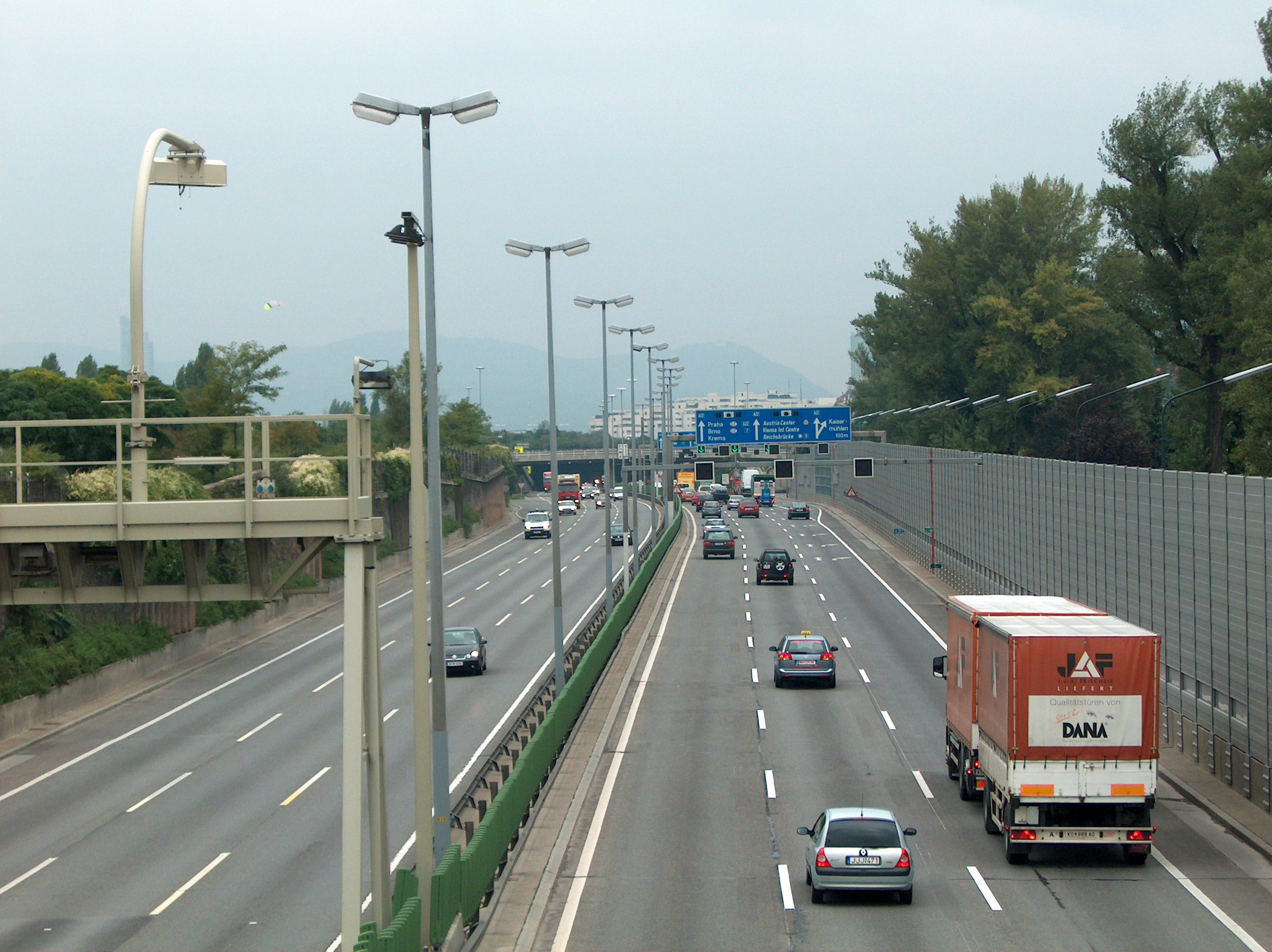
جاده ئی۴۹ اروپا در اتریش

جاده ئی۴۹ اروپا (به انگلیسی: European route E49) یکی از جاده‌های اصلی قاره اروپا است.
این جاده که از شهر ماگدبورگ (آلمان) شروع شده، در شهر وین (اتریش) به پایان میرسد و مسافت آن ۷۵۹ کیلومتر است.